# Singapur na Letních olympijských hrách 2020
Singapur se zúčastnil Letních olympijských her 2020 a reprezentovalo jej 23 sportovců v 11 sportech (6 mužů a 17 žen). Na zahájení her byli jako vlajkonoši výpravy současně Yu Mengyu a Loh Kean Yew. Země tentokrát nedokázala navázat na úspěchy z předchozích olympijských her a poprvé od olympiády konané v Pekingu v roce 2008 nezískala žádnou medaili.

## Seznam všech zúčastněných sportovců
| Jméno                     | Pohlaví | Věk    | Sport               | Na olympics.com                                 |
| ------------------------- | ------- | ------ | ------------------- | ----------------------------------------------- |
| Veronica Shanti Pereirová | Žena    | 24 let | Atletika            | Zde Archivováno 14. 8. 2021 na Wayback Machine. |
| Yeo Jia Min               | Žena    | 22 let | Badminton           | Zde Archivováno 14. 8. 2021 na Wayback Machine. |
| Loh Kean Yew              | Muž     | 24 let | Badminton           | Zde Archivováno 3. 8. 2021 na Wayback Machine.  |
| Freida Lim                | Žena    | 23 let | Skoky do vody       | Zde Archivováno 14. 8. 2021 na Wayback Machine. |
| Jonathan Chan             | Muž     | 24 let | Skoky do vody       | Zde Archivováno 16. 8. 2021 na Wayback Machine. |
| Caroline Chewová          | Žena    | 29 let | Jezdectví (drezura) | Zde Archivováno 14. 8. 2021 na Wayback Machine. |
| Kiria Tikanahová          | Žena    | 21 let | Šerm (kord)         | Zde Archivováno 2. 9. 2021 na Wayback Machine.  |
| Amita Berthierová         | Žena    | 20 let | Šerm (fleret)       | Zde Archivováno 14. 8. 2021 na Wayback Machine. |
| Tan Sze En                | Žena    | 20 let | Gymnastika          | Zde Archivováno 14. 8. 2021 na Wayback Machine. |
| Joan Pohová               | Žena    | 30 let | Veslování           | Zde Archivováno 27. 7. 2021 na Wayback Machine. |
| Amanda Ngová              | Žena    | 27 let | Jachting            | Zde Archivováno 14. 8. 2021 na Wayback Machine. |
| Ryan Lo                   | Muž     | 24 let | Jachting            | Zde Archivováno 14. 8. 2021 na Wayback Machine. |
| Kimberly Lim              | Žena    | 24 let | Jachting            | Zde Archivováno 14. 8. 2021 na Wayback Machine. |
| Cecilia Lowová            | Žena    | 30 let | Jachting            | Zde Archivováno 14. 8. 2021 na Wayback Machine. |
| Adele Tanová              | Žena    | 22 let | Sportovní střelba   | Zde Archivováno 14. 8. 2021 na Wayback Machine. |
| Quah Ting Wen             | Žena    | 28 let | Plavání             | Zde Archivováno 14. 8. 2021 na Wayback Machine. |
| Chantal Liewová           | Žena    | 22 let | Plavání             | Zde Archivováno 14. 8. 2021 na Wayback Machine. |
| Quah Zheng Wen            | Muž     | 24 let | Plavání             | Zde Archivováno 14. 8. 2021 na Wayback Machine. |
| Joseph Schooling          | Muž     | 26 let | Plavání             | Zde Archivováno 11. 8. 2021 na Wayback Machine. |
| Yu Mengyu                 | Žena    | 31 let | Stolní tenis        | Zde Archivováno 29. 7. 2021 na Wayback Machine. |
| Feng Tianwei              | Žena    | 34 let | Stolní tenis        | Zde Archivováno 14. 8. 2021 na Wayback Machine. |
| Lin Ye                    | Žena    | 25 let | Stolní tenis        | Zde Archivováno 14. 8. 2021 na Wayback Machine. |
| Clarence Chew             | Muž     | 25 let | Stolní tenis        | Zde Archivováno 30. 7. 2021 na Wayback Machine. |